# Последовательность Люка
Последовательность Люка — числовая последовательность из семейства пар линейных рекуррентных последовательностей второго порядка, впервые рассмотренных Эдуардом Люка — {\displaystyle \{U_{n}(P,Q)\}} и {\displaystyle \{V_{n}(P,Q)\}}, удовлетворяющие одному и тому же рекуррентному соотношению с коэффициентами {\displaystyle P} и {\displaystyle Q}:
{\displaystyle U_{0}(P,Q)=0,\quad U_{1}(P,Q)=1,\quad U_{n+2}(P,Q)=P\cdot U_{n+1}(P,Q)-Q\cdot U_{n}(P,Q),\,n\geqslant 0},
{\displaystyle V_{0}(P,Q)=2,\quad V_{1}(P,Q)=P,\quad V_{n+2}(P,Q)=P\cdot V_{n+1}(P,Q)-Q\cdot V_{n}(P,Q),\,n\geqslant 0}.
Среди последовательностей Люка — числа Фибоначчи ({\displaystyle \{U_{n}(1,-1)\}}) и числа Люка (
({\displaystyle \{V_{n}(1,-1)\}}). Некоторые другие последовательности Люка с собственными наименованиями:
- {\displaystyle \{U_{n}(2,-1)\}} — числа Пелля
- {\displaystyle \{V_{n}(2,-1)\}} — числа Пелля — Люка
- {\displaystyle \{U_{n}(3,2)\}} — числа Мерсенна
- {\displaystyle \{V_{2^{n}}(3,2)\}} — числа Ферма
- {\displaystyle \{U_{n}(1,-2)\}} — числа Якобшталя
- {\displaystyle \{U_{n}(2x,1)\}} — многочлены Чебышёва второго рода
- {\displaystyle \{V_{n}(2x,1)\}} — многочлены Чебышёва первого рода умноженные на 2

## Задание и свойства
Характеристическим многочленом последовательностей Люка {\displaystyle \{U_{n}(P,Q)\}} и {\displaystyle \{V_{n}(P,Q)\}} является {\displaystyle x^{2}-P\cdot x+Q}.
Его дискриминант {\displaystyle D=P^{2}-4Q} предполагается не равным нулю. Корни характеристического многочлена:
{\displaystyle \alpha ={\frac {P+{\sqrt {D}}}{2}}} и {\displaystyle \beta ={\frac {P-{\sqrt {D}}}{2}}}
можно использовать для получения явных формул:
{\displaystyle U_{n}(P,Q)={\frac {\alpha ^{n}-\beta ^{n}}{\alpha -\beta }}={\frac {\alpha ^{n}-\beta ^{n}}{\sqrt {D}}}}
и
{\displaystyle V_{n}(P,Q)=\alpha ^{n}+\beta ^{n}}.
Формулы Виета позволяют также выразить {\displaystyle P} и {\displaystyle Q} в виде:
{\displaystyle P=\alpha +\beta },
{\displaystyle Q=\alpha \cdot \beta }.
Дискриминант {\displaystyle D} обращается в нуль при {\displaystyle P=2S,Q=S^{2}} для некоторого числа {\displaystyle S}. При этом выполняется {\displaystyle \alpha =\beta =S} и соответственно:
{\displaystyle U_{n}(2S,S^{2})=nS^{n-1}},
{\displaystyle V_{n}(2S,S^{2})=2S^{n}}.
Некоторые свойства:
{\displaystyle DU_{n}=V_{n+1}-QV_{n-1}=2V_{n+1}-PV_{n}}
{\displaystyle V_{n}=U_{n+1}-QU_{n-1}=2U_{n+1}-PU_{n}}
{\displaystyle U_{n+m}=U_{n}U_{m+1}-QU_{m}U_{n-1}={\frac {U_{n}V_{m}+U_{m}V_{n}}{2}}}
{\displaystyle V_{n+m}=V_{n}V_{m}-Q^{m}V_{n-m}}
{\displaystyle U_{2n}=U_{n}V_{n}={\frac {U_{n+1}^{2}-Q^{2}U_{n-1}^{2}}{P}}}
{\displaystyle V_{2n}=V_{n}^{2}-2Q^{n}}
{\displaystyle U_{2n+1}=U_{n+1}^{2}-QU_{n}^{2}}
{\displaystyle {\begin{pmatrix}P&-Q\\1&0\end{pmatrix}}^{n}={\begin{pmatrix}U_{n+1}&-QU_{n}\\U_{n}&-QU_{n-1}\end{pmatrix}}}